# Mentuhotep I
Mentuhotep I (fl. XXII secolo a.C.) è stato un precursore della XI dinastia egizia.

## Biografia

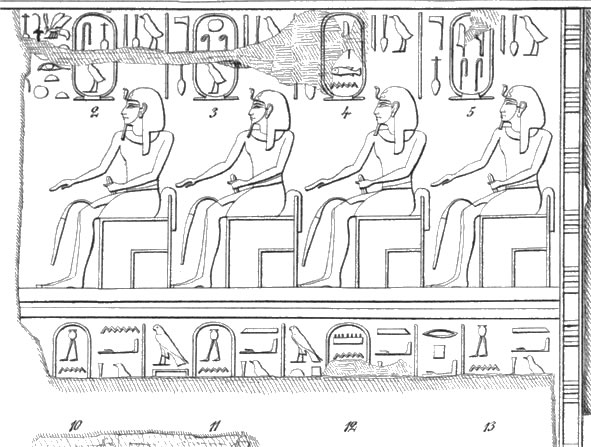
Particolare della "Sala degli antenati" di Karnak: Mentuhotep I doveva trovarsi nella posizione 12.

Mentuhotep I era figlio di Intef e gli succedette come nomarca e principe di Tebe intorno al 2137 a.C., continuandone la politica indipendentista nei confronti dell'ormai avversaria IX dinastia herakleopolita.

Con tutta probabilità non si fregiò mai, in vita, dei titoli della regalità. In tempi posteriori gli venne attribuito un nome Horo palesemente fittizio (Tepia, "l'antenato") ed il suo nomen venne inserito nel cartiglio: nella "Sala degli antenati" di Karnak, infatti, Thutmose III ne onorerà in questo modo la memoria facendone il cofondatore della XI dinastia assieme al padre Intef (il quale però non ricevette i titoli regali).
Mentuhotep I fu il primo personaggio noto a portare un nome teoforo composto con Montu, divinità guerriera del 4º nomo dell'Alto Egitto.

Nel tempio del nomarca Hekaib ad Elefantina è stata ritrovata una statua che lo rappresenta e che pare venne fatta realizzare da Antef II. Il fatto che su di essa Mentuhotep sia associato all'epiteto "Padre degli dèi" ha portato a ritenere che fosse il padre dei suoi due successori: Antef I (che si attribuì in vita i titoli regali e che per questo è considerato il vero fondatore dell'XI dinastia) ed Antef II.
Il famoso egittologo Alan Gardiner ritenne che il suo nome potesse trovarsi nella posizione 5.12 del Canone Reale.

## Titolatura
| G5 |

| G5 |

| D1 · p | D36 · Z1 |

| D1 · p | D36 · Z1 |

| D1 · p | D36 · Z1 |

| D1 · p | D36 · Z1 |

| D1 · p | D36 · Z1 |

| D1 · p | D36 · Z1 |

| D1 · p | D36 · Z1 |

| D1 · p | D36 · Z1 |

| G16 |

| G16 |

|  |

| G8 |

| G8 |

|  |

| M23 · X1 | L2 · X1 |

| M23 · X1 | L2 · X1 |

|       |
| \| \| |
|       |
|       |

|  |

|       |
| \| \| |
|       |
|       |

|  |

| G39 | N5 |

| G39 | N5 |

| mn · n | V13 | Htp · t | p |

| mn · n | V13 | Htp · t | p |

| mn · n | V13 | Htp · t | p |

| mn · n | V13 | Htp · t | p |

| mn · n | V13 | Htp · t | p |

| mn · n | V13 | Htp · t | p |

| mn · n | V13 | Htp · t | p |

| mn · n | V13 | Htp · t | p |

Sulla già citata statua che lo rappresenta, Mentuhotep viene così chiamato:
|                                                                |            |     |        |     |   |        |   |      |   |     |       |        |    |   |   |           |    |     |     |
| \| \| \| \| \| \| \| \| \| \| \| \| \| \| \| \| \| \| \| \| \| |            |     |        |     |   |        |   |      |   |     |       |        |    |   |   |           |    |     |     |
|                                                                |            |     |        |     |   |        |   |      |   |     |       |        |    |   |   |           |    |     |     |
| M17                                                            | t · Z1 · f | R8A | Y5 · n | V13 | w | R4 · t | p | O29V | s | sti | t · t | nb · t | Ab | b | w | N25 · O49 | mr | M17 | M17 |

| M17 | t · Z1 · f | R8A | Y5 · n | V13 | w | R4 · t | p | O29V | s | sti | t · t | nb · t | Ab | b | w | N25 · O49 | mr | M17 | M17 |

|                                                                |            |     |        |     |   |        |   |      |   |     |       |        |    |   |   |           |    |     |     |
| \| \| \| \| \| \| \| \| \| \| \| \| \| \| \| \| \| \| \| \| \| |            |     |        |     |   |        |   |      |   |     |       |        |    |   |   |           |    |     |     |
|                                                                |            |     |        |     |   |        |   |      |   |     |       |        |    |   |   |           |    |     |     |
| M17                                                            | t · Z1 · f | R8A | Y5 · n | V13 | w | R4 · t | p | O29V | s | sti | t · t | nb · t | Ab | b | w | N25 · O49 | mr | M17 | M17 |

| M17 | t · Z1 · f | R8A | Y5 · n | V13 | w | R4 · t | p | O29V | s | sti | t · t | nb · t | Ab | b | w | N25 · O49 | mr | M17 | M17 |

It-nṯrw mnṯw-ḥtp(w)ˁ3 mry sṯt nbt Abw - Itnetjeru Mentuhotepaa Merysatetnebetabu - "Padre degli dèi, Mentuhotep il Grande, amato da Satet signora di Abu".

## Datazioni alternative
| Autore        | Anni di regno                                  |
| ------------- | ---------------------------------------------- |
| von Beckerath | 2119 a.C. - 2103 a.C.                          |
| Malek         | 2124 a.C. -2107 a.C. unito al regno di Antef I |
| Grimal, Hayes | 2133 a.C. -                                    |